# Max Wiedemann

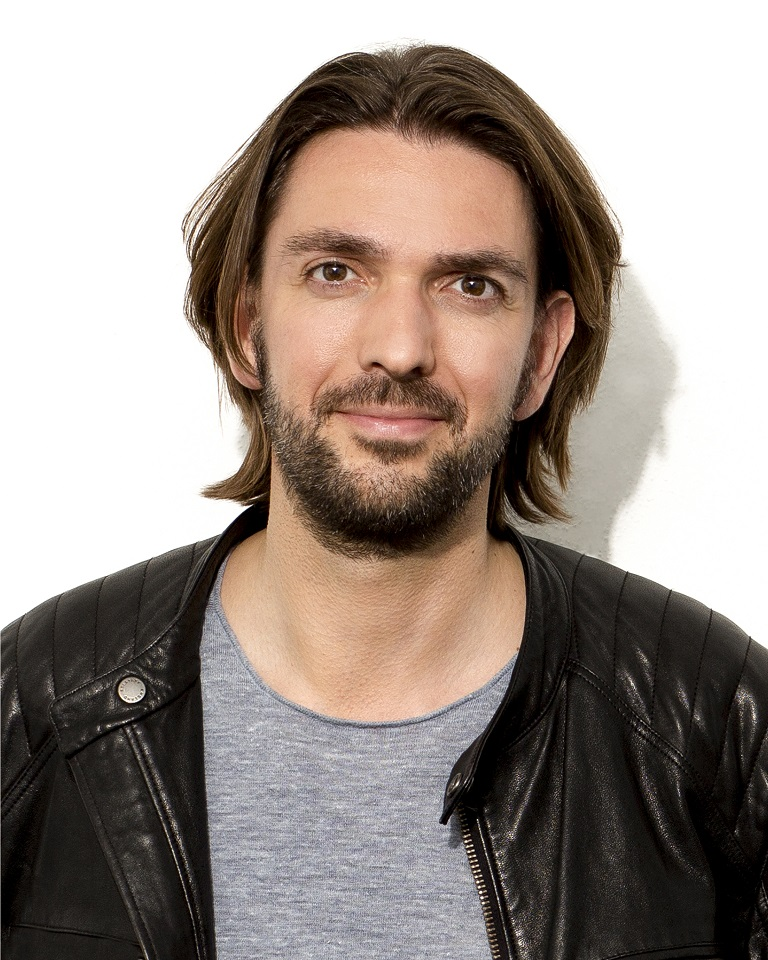
Max Wiedemann (2018)

Max Wiedemann (* 22. Dezember 1977 in München) ist ein deutscher Filmproduzent und einer der Geschäftsführer der Wiedemann & Berg Filmproduktion und W&B Television.

## Leben
Max Wiedemann studierte Produktions- und Medienwirtschaft an der Hochschule für Fernsehen und Film München und schloss den Studiengang 2003 mit Diplom ab. Während dieser Zeit entstanden zahlreiche Kurzfilme, die diverse nationale und internationale Kurzfilmpreise, Filmfestehrungen und Auszeichnungen erhielten.
Noch während des gemeinsamen Studiums gründete er 2003 mit seinem Schulfreund Quirin Berg die Wiedemann & Berg Filmproduktionsfirma. 2010 folgte die Gründung der W&B Television. Beide Firmen sind seit Januar 2020 Teil der neu gegründeten LEONINE Studios. Max Wiedemann und Quirin Berg sind Gesellschafter und Co-Founder von LEONINE Studios und leiten als Geschäftsführer der LEONINE Holding GmbH und Chief Production Officers die gesamte Fiction-Produktion der Gruppe. Max Wiedemann ist darüber hinaus als Chief Business Development Officer für die Entwicklung neuer Geschäftsbereiche und deren Integration zuständig.
Max Wiedemann ist Mitglied der Deutschen, der Britischen und der Europäischen Filmakademie. Von November 2007 an war er Vorstandsmitglied des Produzentenverbandes AG Spielfilm, von März 2008 bis Februar 2018 Mitglied des Sektionsvorstandes Kinofilm der Allianz Deutscher Produzenten – Film & Fernsehen.

## Filmografie (Auswahl)
- 1999: S. geht rund (Kurzfilm)
- 2002: Simones Labyrinth (Kurzfilm)
- 2004: Bei hübschen Frauen sind alle Tricks erlaubt (Fernsehfilm)
- 2006: Das Leben der Anderen
- 2008: Räuber Kneißl
- 2009: Männerherzen
- 2010: Friendship!
- 2010: Sind denn alle Männer Schweine? (Fernsehfilm)
- 2010, 2011: Lena – Liebe meines Lebens (Fernsehserie, 180 Folgen)
- 2011: Männerherzen … und die ganz ganz große Liebe
- 2013: Tatort: Die Fette Hoppe (Krimireihe)
- 2012–2014: Add a Friend (Fernsehserie, 30 Folgen)
- 2014: Vaterfreuden
- 2014: Who Am I – Kein System ist sicher
- 2014: Die Spiegel-Affäre (Fernsehfilm)
- 2015: Mordkommission Berlin 1 (Fernsehfilm)
- 2015–2016: Einfach Rosa (Fernsehreihe, 4 Folgen)
- 2015–2018: Tannbach – Schicksal eines Dorfes (Fernsehserie, 6 Folgen)
- 2016: Polizeiruf 110: Und vergib uns unsere Schuld (Fernsehfilm)
- 2016: Mitten in Deutschland: NSU (Fernseh-Dokudrama, 3 Folgen)
- 2016: Die Dasslers – Pioniere, Brüder und Rivalen (2-teiliger Fernsehfilm)
- 2016: Zielfahnder – Flucht in die Karpaten (Fernsehfilm)
- 2016: Willkommen bei den Hartmanns
- 2016: Unfriend
- 2016: Tatort: Auf einen Schlag
- 2017–2019: 4 Blocks (Fernsehserie, 19 Folgen)
- 2017–2020: Dark (Sci-Fi-Mysteryserie, 26 Folgen)
- 2018: Werk ohne Autor
- 2018: Tatort: Meta
- 2018: Der Polizist und das Mädchen (Fernsehfilm)
- 2018–2020: Der Pass (Fernsehserie, 8 Folgen)
- 2019: Walpurgisnacht (2-teiliger Fernsehfilm)
- 2019: Ottilie von Faber-Castell – Eine mutige Frau (Fernsehfilm)
- 2019: Preis der Freiheit (3-teiliger Fernsehfilm)
- 2020: Nightlife
- 2020: Zum Glück gibt’s Schreiner (Fernsehfilm)
- 2021: Tribes of Europa (Fernsehserie)
- 2021: Para – Wir sind King (Fernsehserie, 6 Folgen)
- 2021: Die Ibiza Affäre (Miniserie)
- 2022: ZERV – Zeit der Abrechnung (Miniserie, 6 Folgen)
- 2022: Apache bleibt gleich (Dokumentarfilm)
- 2022: JGA: Jasmin. Gina. Anna.
- 2023: Der Greif (Fernsehserie)
- 2023: Wochenendrebellen
- 2023: Eine Billion Dollar (Fernsehserie)
- 2023: One for the Road
- 2023: Die drei ??? – Erbe des Drachen
- 2024: 60 Minuten
- 2024: Crooks (Fernsehserie)
- 2024: Spieleabend
- 2024: Un/Dressed
- 2024: Alter weißer Mann
- 2024: Der Vierer
- 2025: Die drei ??? und der Karpatenhund
- 2025: Fall for Me

## Auszeichnungen (Auswahl)
- 2015: Bayerischer Fernsehpreis Sonderpreis an die Produzenten von Tannbach – Schicksal eines Dorfes[5]
- 2016: Romy in der Kategorie Bester Produzent TV-Film für Mordkommission Berlin 1[6]
- 2016: Fernsehfilmpreis der Deutschen Akademie der Darstellenden Künste, besondere Würdigung der Produzenten von Mitten in Deutschland: NSU[7]
- 2016: Auszeichnung der Deutschen Akademie für Fernsehen gemeinsam mit Gabriela Sperl, Quirin Berg und Sophie von Uslar in der Kategorie Produzent für Mitten in Deutschland: NSU – (Die Trilogie)[8]
- 2016: Bayerischer Filmpreis in der Kategorie Beste Produktion für Willkommen bei den Hartmanns (gemeinsam mit Quirin Berg, Michael Verhoeven und Simon Verhoeven)[9]
- 2016: FFA-Branchentiger in der Kategorie Erfolgreichster Produzent (gemeinsam mit Quirin Berg)[10]
- 2017: Deutsche Akademie für Fernsehen: Auszeichnung in der Kategorie Beste Produzenten für 4 Blocks (gemeinsam mit Quirin Berg, Eva Stadler, Karsten Rühle, Anke Greifeneder und Hannes Heyelmann)[11]
- 2017: SignsAward (gemeinsam mit Quirin Berg)[12]
- 2018: Bayerischer Filmpreis in der Kategorie Beste Produktion für Werk ohne Autor (gemeinsam mit Quirin Berg, Florian Henckel von Donnersmarck und Jan Mojto)[13]
- 2019: Romy Akademiepreis in der Kategorie Bester Produzent TV-Fiction für Der Pass (Gemeinsam mit Quirin Berg, Dieter Pochlatko und Jakob Pochlatko)[14]
- 2021: Deutscher Filmpreis in der Kategorie Besucherstärkster Film für Nightlife (gemeinsam mit Simon Verhoeven und Quirin Berg)[15]